# Diplacina clymene
Diplacina clymene är en trollsländeart som beskrevs av Maurits Anne Lieftinck 1963. Diplacina clymene ingår i släktet Diplacina och familjen segeltrollsländor. Inga underarter finns listade i Catalogue of Life.